# Otterstedt (Ottersberg)
Otterstedt (plattdeutsch: Otters) ist ein Ortsteil des Fleckens Ottersberg im nördlichen Landkreis Verden in Niedersachsen in Deutschland.

## Geographie
Otterstedt ist stark landwirtschaftlich geprägt. Die umgebende Kulturlandschaft mit dem malerischen Erlen- und Eichengesäumten Pastorensee – auch Otterstedter See genannt – erfüllt die Bedingungen der Naherholung in besonderem Maße.

### Gewässer
Durch Otterstedt fließt die Beeke, die die Ortslage von Beginn der Besiedlung an in zwei Dorfteile gliedert. Diese erhaltenswerten Besiedlungskerne östlich und westlich der Beeke kann man noch heute anhand der dort vorhandenen alten Gebäude und Grünbestände deutlich erkennen. Die Otterstedter Beeke fließt in die Walle und diese fließt in die Wümme.

### Geologie
Der höchste Punkt des Fleckens Ottersberg befindet sich mit einer Höhe von 29,07 m auf dem Hasenberge im beschaulichen Ortsteil Benkel, der sich trotz Neubauten wie der Ortsteil Eckstever seine ländliche Siedlungsstruktur bewahrt hat.

## Geschichte
In Otterstedt gibt es noch die Besonderheit der gelebten Allmende. Die Dieker Rott ist Eigentümer eines Grundstückes an der Wilstedter Straße. Sie bestand schon vor der Verkoppelung von 1840, als die einstigen Gemeinschaftsweiden von den Otterstedtern aufgeteilt wurden. Zur Dieker Rott gehören 19 Hofstellenbesitzer die heute noch an ihrer Jahressitzung festhalten. Diese findet jedes Jahr am 27. Dezember bei einem Mitglied der Dieker Rott statt. Der ursprüngliche Zweck dieser Vereinigung, die Unterhaltung der Wege und Gräben in ihrem Gebiet, ist von der Gemeinde übernommen worden. Trotzdem kommt man noch einmal im Jahr zusammen, um unter anderem über Einnahmen aus der Verpachtung des Grundstückes zu beraten.
Früher gab es in Otterstedt drei verschiedene völlig voneinander unabhängige Gemeinheiten:
- die Looger Rott (die größte der drei)
- die Brügger Rott
- die Dieker Rott

Eingemeindungen:
Am 1. Juli 1972 wurde Otterstedt in die Einheitsgemeinde Flecken Ottersberg eingegliedert.

## Ortsrat
Der Ortsrat, der den Ortsteil Otterstedt vertritt, setzt sich aus sieben Mitgliedern zusammen. Die Ratsmitglieder werden durch eine Kommunalwahl für jeweils fünf Jahre gewählt.

Bei der Kommunalwahl 2021 ergab sich folgende Sitzverteilung:
| Ortsrat 2021Insgesamt 7 Sitze - SPD: 1 - FGBO: 1 - Grüne: 1 - CDU: 4 |